# Roger Lapébie
Roger Lapébie (Bayonne, 16 januari 1911 – Pessac, 12 oktober 1996) was een Frans wielrenner. Hij won in 1937 de Ronde van Frankrijk.

## Carrière
Lapébie won de Ronde van Frankrijk van 1937 nadat de toenmalige klassementsleider Sylvère Maes (winnaar van edities van 1936 en 1939) samen met de andere Belgen opgaf, vier dagen voor het einde van de Tour. Ook Parijs-Nice (1937) prijkt op zijn palmares.
Lapébie beweerde tijdens Parijs-Nice in 1990 dat hij in 1934 bestolen was van de overwinning in Parijs-Roubaix. In de finale kreeg hij een lekke band en hij leende de fiets van een toeschouwer, die hij later bij een controlepost weer inruilde voor een mannenfiets. Hij kwam terug bij de kopgroep en won. De zege werd hem afgenomen, omdat hij niet kon bewijzen dat dit de fiets was waar hij de race mee begonnen was. Hij beschouwde dit zelf wel als een overwinning.

## Belangrijkste overwinningen
1932
- 12e etappe Ronde van Frankrijk

1933
- Circuit du Morbihan
- Frans kampioen op de weg, Elite

1934
- 2e en 5e (deel B) etappe Parijs-Nice
- Critérium International
- 3e, 4e, 12e, 14e en 15e etappe Ronde van Frankrijk

1935
- Zesdaagse van Parijs; + Paul Broccardo
- Zesdaagse van Parijs (b); + Maurice Archambaud
- Zesdaagse van Parijs Routiers; + Maurice Archambaud

1937
- 9e, 17e (deel C) en 18e (deel A) etappe Ronde van Frankrijk
- Eindklassement Ronde van Frankrijk
- Eindklassement Parijs-Nice
- Critérium International; + René Le Grèves

1939
- 1e etappe Parijs-Nice

## Resultaten in voornaamste wedstrijden
| Jaar | Ronde van Italië | Ronde van Frankrijk | Ronde van Spanje |
| ---- | ---------------- | ------------------- | ---------------- |
| 1932 |                  | 23e (1)             |                  |
| 1933 |                  | 29e                 |                  |
| 1934 |                  | ↑ (5)               |                  |
| 1935 |                  | opgave              |                  |
| 1936 |                  |                     |                  |
| 1937 |                  | ↑ (3)               |                  |
| 1938 |                  |                     |                  |
| 1939 |                  |                     |                  |

| Jaar | Parijs-Roubaix | Parijs-Tours |
| ---- | -------------- | ------------ |
| 1932 |                |              |
| 1933 | 24e            | 5e           |
| 1934 |                | 15e          |
| 1935 | 37e            | Zilver       |
| 1936 |                | 10e          |
| 1937 | 20e            |              |
| 1938 |                | 6e           |
| 1939 | ↑              | 47e          |

- Bibliothèque nationale de France: cb16195806h (data)
- International Standard Name Identifier: 0000 0003 6645 9765
- Library of Congress Control Number: no2009036187
- Virtual International Authority File: 230037410
- WorldCat: E39PBJcgryFxqgxWcXcHHxQcyd